# Hemistola loxiaria
Hemistola loxiaria är en fjärilsart som beskrevs av Achille Guenée 1857. Hemistola loxiaria ingår i släktet Hemistola och familjen mätare. Inga underarter finns listade i Catalogue of Life.